# UFC 247
UFC 247: Jones vs. Reyes var en MMA-gala som arrangerades av UFC och ägde rum 8 februari 2020 i Houston, TX, USA.

## Bakgrund
En titelmatch i lätt tungvikt mellan mästaren Jon Jones och utmanaren Dominick Reyes stod som  huvudmatch och en titelmatch i damernas flugvikt mellan mästaren Valentina Sjevtjenko och utmanaren Katlyn Chookagian som andra huvudmatch.

### Ändringar
En welterviktsmatch mellan Dhiego Lima och Alex Morono var initialt planerad, men Lima tvingades dra sig ur matchen på grund av en nackskada. Ny motståndare för Morono meddelades den 29 januari som Kalinn Williams.
Jimmie Rivera var tänkt att möta Marlon Vera, men Rivera drog sig ur matchen 22 januari på grund av en skada och matchen ströks.

### Invägning
Vid invägningen streamad på Youtube vägde utövarna följande:

## Resultat
1. ↑  Titelmatch
2. ↑  Titelmatch

## Bonusar
Följande MMA-utövare fick bonusar om 50 000 USD vardera:
- Fight of the Night: Trevin Giles vs. James Krause
- Performance of the Night: Kalinn Williams och Mario Bautista